# Коулз, Никола
Никола Энн (Ники) Коулз (англ. Nicola Anne "Nicky" Coles; род. 7 января 1972, Окленд) — новозеландская гребчиха, выступавшая за сборную Новой Зеландии по академической гребле в 1998—2008 годах. Чемпионка мира, победительница этапов Кубка мира, участница двух летних Олимпийских игр.

## Биография
Никола Коулз родилась 7 января 1972 года в Окленде, Новая Зеландия.
Занималась академической греблей в оклендском клубе North Shore Rowing Club.
Дебютировала на взрослом международном уровне в сезоне 1998 года, когда, попав в основной состав новозеландской национальной сборной, в восьмёрках стала пятой на этапе Кубка мира в Хазевинкеле и седьмой на чемпионате мира в Кёльне.
В 1999 году на мировом первенстве в Сент-Катаринсе показала в той же дисциплине восьмой результат.
Начиная с 2001 года выступала преимущественно в зачёте распашных безрульных четвёрок, в частности в этом сезоне завоевала серебряные медали на этапе Кубка мира в Мюнхене и на чемпионате мира в Люцерне.
В 2002 году финишировала четвёртой на этапе Кубка мира в Мюнхене и на мировом первенстве в Севилье.
Благодаря череде удачных выступлений удостоилась права защищать честь страны на летних Олимпийских играх 2004 года в Афинах — в программе безрульных двоек вместе с напарницей Джульетт Хэйг вышла в главный финал А и заняла итоговое шестое место.
После афинской Олимпиады Коулз осталась в составе гребной команды Новой Зеландии на ещё один олимпийский цикл и продолжила принимать участие в крупнейших международных регатах. Так, в 2005 году в безрульных двойках она одержала победу на этапах Кубка мира в Мюнхене и Люцерне, а также на чемпионате мира в Гифу.
В 2006 году заняла восьмое и четвёртое места на этапах Кубка мира в Познани и Люцерне соответственно, тогда как на мировом первенстве в Итоне выиграла серебряную медаль, уступив в решающем заезде только экипажу из Канады.
В 2007 году получила серебряную и золотую награды на этапах Кубка мира в Амстердаме и Люцерне соответственно, оказалась пятой на чемпионате мира в Мюнхене.
В 2008 году стала серебряной призёркой на этапе Кубка мира в Познани, прошла отбор на Олимпийские игры в Пекине — на сей раз в программе двоек безрульных они с Джульетт Хэйг финишировал пятыми.